# Nova Reperta

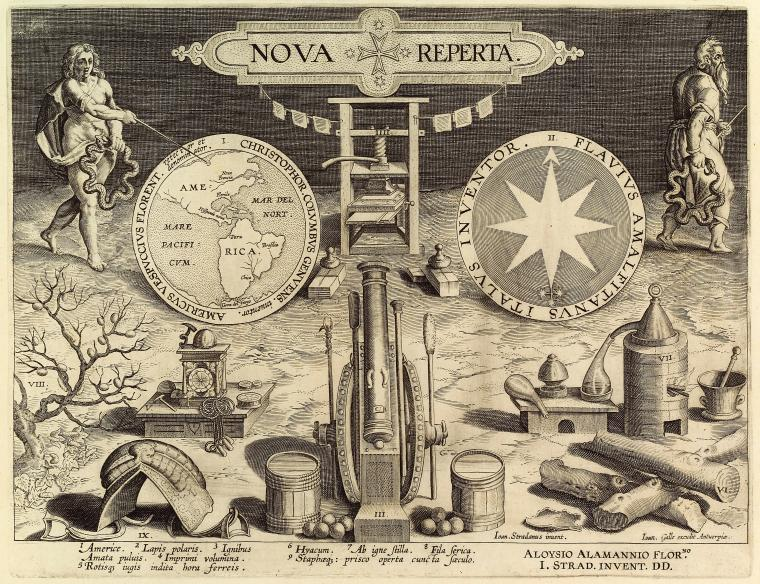
Frontespizio del Nova Reperta

Nova Reperta  (ossia Nuove scoperte) è una serie di stampe realizzate, alla fine del XVI secolo, illustrando le recente scoperte geografiche e  varie invenzioni scientifiche dell'epoca.
Commissionata da Luigi Alamani tra il 1587 e il 1589, la serie Nova Reperta  comprende venti stampe numerate al margine, escluso il frontespizio: in appendice ad essa, si trova anche l'America Retectio, una serie di quattro stampe allegoriche interamente dedicata alla scoperta del nuovo continente. Le tavole sono designate da Giovanni Stradano (Jan Van Der Straet) poi incise e pubblicate da Philippe Galle, suo figlio Theodore e Jan Collaert a  Anversa.
Oltre gli incisioni dedicate alla scoperta del Nuovo Mondo,  a Cristoforo Colombo, a Ferdinando Magellano e ad Amerigo Vespucci al quale l'America deve il proprio nome, il resto della raccolta (diciannove stampe) illustra il progresso dell'uomo in diverse aree del sapere come la sericoltura, la polvere pirica, gli occhiali,  la distilleria, la calcografia, l'astrolabio ...